# HNLMS O 5
Le HNLMS O 5 ou Hr.Ms. O 5 est un sous-marin de la classe O 2 de la Marine royale néerlandaise (Koninklijke Marine), destiné à être utilisé dans les eaux territoriales de l'Europe.

## Histoire
Le sous-marin a été commandé le 18 décembre 1911. Le 15 juin 1912, la quille du O 5 est posé à Flessingue au chantier naval de la Damen Schelde Naval Shipbuilding. Le lancement du O 5 a lieu le 2 octobre 1913.
Le 20 ou 21 août 1914, le navire est mis en service dans la marine et stationné au Helder. Le 31 janvier 1914, le navire coule après l'ouverture simultanée d'une porte intérieure et d'une porte extérieure de tube de torpille. Le O 5 est renfloué en février 1914 et remis en service.
Pendant la Première Guerre mondiale, le navire était basé au Helder. Les Pays-Bas étant neutre, il ne prend pas part au conflit. En 1915, le navire coule à nouveau après l'ouverture simultanée d'une porte intérieure et extérieure de tube de torpille. Le O 5 est remonté et remis en service.
En 1916, le 9 février, un homme meurt et six autres sont blessés après l'explosion d'une torpille alors qu'il était amarré à Flessingue. L'explosion s'est produite lors d'un contrôle alors que le O 5 était amarré à Flessingue. En raison d'une chambre à air défectueuse d'une torpille, la torpille a été lancée involontairement pendant ce contrôle.
En 1935, le O 5 est mis hors service.